# Moździerz trzonowy

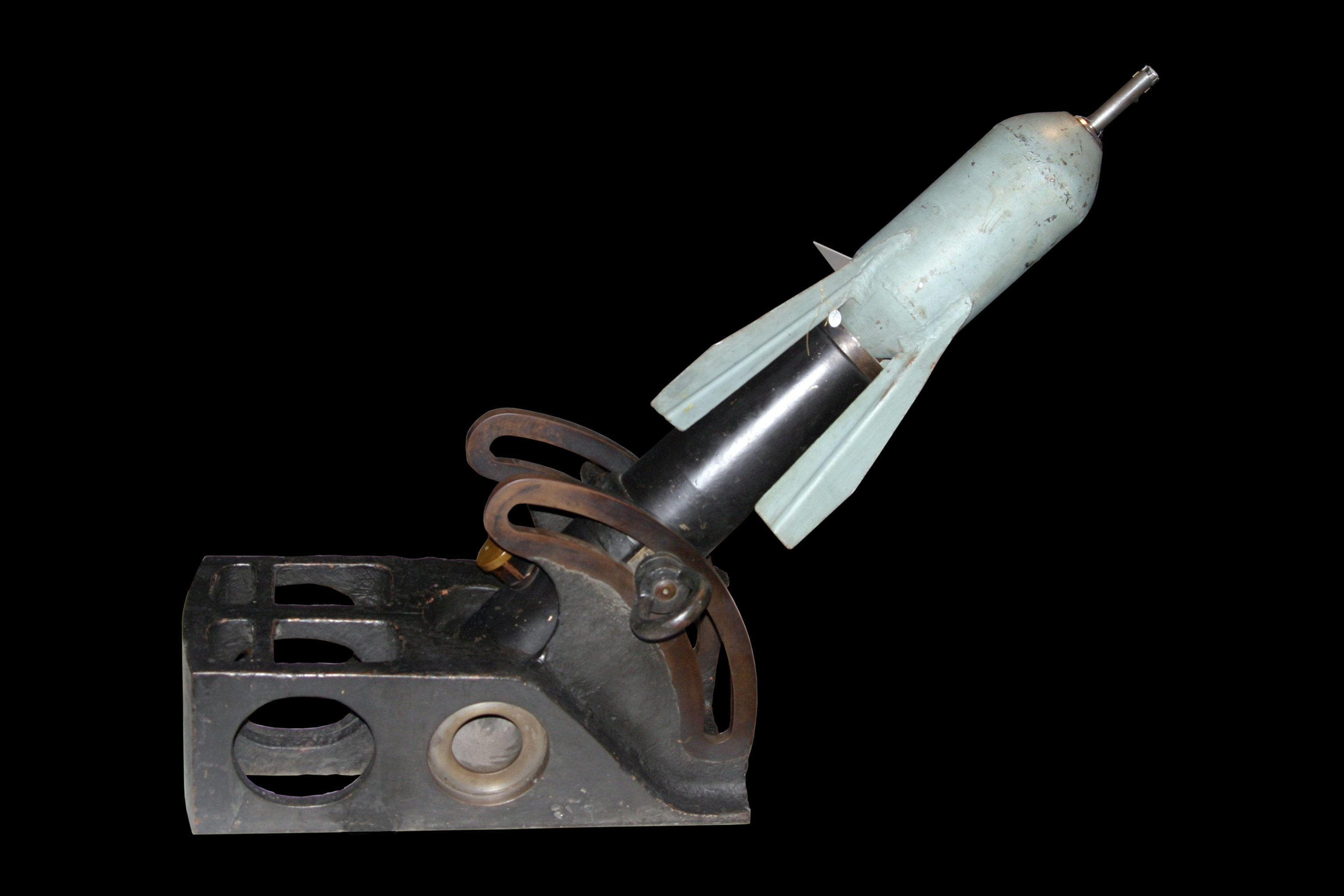
Francuski moździerz trzonowy Mortier de 58 mm T N°2 z okresu I wojny światowej

Moździerz trzonowy (daw. torpeda powietrzna) – rodzaj moździerza, w którym do stabilizacji i nakierowania nadkalibrowego pocisku służy trzon (pręt) wkładany do otworu w pocisku a nie sama lufa. Pocisk ma budowę podobną do granatu nasadkowego, ale znacznie większy kaliber. Ładunek miotający umieszczony był w pocisku. Konstrukcyjnie były to bardzo proste i tanie moździerze. Często nie posiadały mechanizmu spustowego, a odpalane były elektrycznie lub lontem. Cechowały się niewielką donośnością i dużą masą pocisku. Używane powszechnie w czasie I wojny światowej jako moździerze okopowe, zostały wyparte przez moździerze piechoty i granatniki.